# Cubabodes confertus
Cubabodes confertus är en kvalsterart som beskrevs av Balogh och Sandór Mahunka 1980. Cubabodes confertus ingår i släktet Cubabodes och familjen Carabodidae. Inga underarter finns listade i Catalogue of Life.